# Andrian Mardare
Andrian Mardare (né le 20 juin 1995) est un athlète moldave, spécialiste du lancer du javelot.

## Carrière
Le 25 juin 2017, il bat le record national en 83,93 m à Tel Aviv pour remporter la Seconde Ligue des Championnats d'Europe par équipes. Le 4 juin 2018, il le porte à 84,43 m à Prague.

## Palmarès
| Date | Compétition                   | Lieu      | Résultat | Marque  |
| ---- | ----------------------------- | --------- | -------- | ------- |
| 2014 | Championnats du monde juniors | Eugene    | 3e       | 72,81 m |
| 2015 | Championnats des Balkans      | Pitești   | 3e       | 75,72 m |
| 2017 | Championnats d'Europe espoirs | Bydgoszcz | 3e       | 78,76 m |
| 2017 | Universiade                   | Taipei    | 4e       | 80,63 m |
| 2018 | Championnats d'Europe         | Berlin    | 7e       | 81,54 m |
| 2019 | Universiade                   | Naples    | 1er      | 82,40 m |
| 2021 | Coupe d'Europe des lancers    | Split     | 2e       | 86,66 m |
| 2021 | Jeux olympiques               | Tokyo     | 7e       | 83,30 m |
| 2022 | Championnats du monde         | Eugene    | 7e       | 82,26 m |
| 2022 | Championnats d'Europe         | Munich    | 7e       | 77,49 m |
| 2023 | Championnats du monde         | Budapest  | 11e      | 79,66 m |
| 2024 | Jeux olympiques               | Paris     | 12e      | 80,10 m |

## Records
| Épreuve           | Épreuve   | Marque       | Lieu  | Date       |
| ----------------- | --------- | ------------ | ----- | ---------- |
| Lancer du javelot | Plein air | 86,66 m (NR) | Split | 8 mai 2021 |